# Javornik (gmina Štore)
Javornik – wieś w Słowenii, w gminie Štore. W 2018 roku liczyła 170 mieszkańców.